# 阿巴拉契科拉河
阿巴拉契科拉河（Apalachicola River）是位於美國佛羅里達州的一條河流，是ACF河系的河流之一，長度180公里，流域面積19,500平方英里（50,505平方）。阿巴拉契科拉河的源頭是佛羅里達州的阿巴拉契科拉，由查特胡奇河和弗林特河兩條河流匯合而成。阿巴拉契科拉河流域是密西西比河以東最生物多樣化的地區